# Marcos Camilo
Marcos Alves Camilo (Telêmaco Borba, 31 de julho de 1973) é uma atleta paraolímpico brasileiro, especializado em levantamento de peso.
Nascido em Telêmaco Borba, interior do estado do Paraná, a 240 km da capital Curitiba, é o quarto dos cinco filhos (Adriana, Adriano, Márcia e Elis Cristina) de Alcides Alves Camilo e Maria de Lurdes Pitwak Camilo.
Marcos começou a ter interesse pelo esporte desde cedo, disputando modalidades como handebol e futsal pelos colégios estaduais. No dia 15 de novembro de 2005, deparou-se com um de seus maiores desafios ao sofrer um acidente no início da noite quando transitava com sua moto no centro de Telêmaco Borba. Com a vida preservada e com a mente equilibrada, ele passou a se movimentar por meio de cadeira de rodas, se dedicando ao esporte e defendendo as causas dos deficientes físicos. Marcos hoje é uma referência em sua categoria, principalmente pelo levantamento de peso.